# 苏班西里河
苏班西里河或西巴霞曲（苏班西里河；Subansiri River），发源于中国境内的喜马拉雅山，是布拉马普特拉河在中国西藏自治区、印度阿萨姆邦和阿鲁纳恰尔邦（藏南印占区）的支流。苏班西里河是布拉马普特拉河最大的支流。其观察到的最大高峰流量为每秒18799立方米（663900立方英尺/秒），其最小流量为131立方米/秒（4,600立方呎/秒）。它流经东部和东南部进入印度，然后向南到阿萨姆，在印度阿萨姆邦拉金普縣加入布拉马普特拉河。在中国西藏自治区的行政区划图中，西巴霞曲是错那县和墨脱县两县的分界线。
发源于西藏自治区山南地区措美县东部的枕不扎山附近，源头海拔5200 米，名雄曲。主要支流有洛曲、加波曲、扎日曲和坎拉河等，其中最大支流为源于喜马拉雅山脉东段成果日东麓的坎拉河,在苏班西里县境内为442公里（275英里）长，流域 32640平方公里（12,600平方哩）。
苏班西里河水能蕴藏量非常丰富。印度计划在该河流域开建三座大型水电站，包括上苏班西里水电站（Upper Subansiri HEP），装机容量200万千瓦；中苏班西里水电站（ Middle Subansiri HEP），装机容量160万千瓦；下苏班西里水电站（ Lower Subansiri HEP），装机容量200万千瓦。其中，下苏班西里水电站正在建设，使用法国阿尔斯通公司生产的8台涡轮水力发电机组，预计2017年建成。

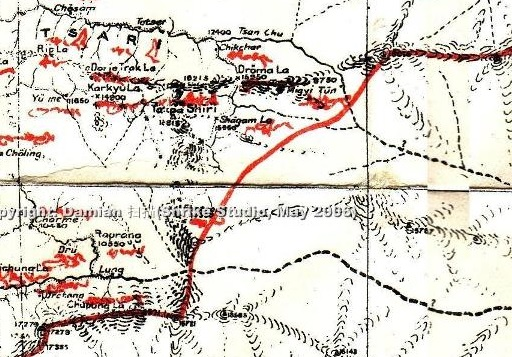
西巴霞曲附近的麦克马洪线

26°53′24″N 93°54′47″E / 26.89000°N 93.91306°E
|  |